# Hammeria meleagris
Hammeria meleagris är en isörtsväxtart som först beskrevs av L. Bol., och fick sitt nu gällande namn av C. Klak. Hammeria meleagris ingår i släktet Hammeria och familjen isörtsväxter. Inga underarter finns listade i Catalogue of Life.